# موروکسیدین
موروکسیدین (به انگلیسی: Moroxydine) با فرمول شیمیایی C6H13N5O یک ترکیب شیمیایی با شناسه پاب‌کم 2268 است. که جرم مولی آن ۱۷۱٫۲۰ گرم بر مول می‌باشد. 